# Dinastia Seuna
Els Seunes o Sevunes, també Yadaves (Iadaves) de Devagiri (850–1334) foren una dinastia índia, que al zenit del seu poder s'estenien del riu Tungabhadra fins al Narmada, incloent els moderns estats de Maharashtra, el nord de Karnataka i parts de Madhya Pradesh; la seva capital era Devagiri (posteriorment Daulatabad a Maharashtra). Els Yadaves inicialment van governar com feudataris des Chalukya Occidentals. A mitjans del segle xii, al esvair-se el poder Chalukya, es van declarar independents i van establir el seu govern que va assolir el seu cim sota Singhana II.

## Etimologia
La dinastia Seuna reclamava descendència dels Yadaves i per això, els seus reis són sovint referits com els "Yadaves de Devagiri". El nom correcte de la dinastia, tanmateix, és Seuna o Sevuna.
Les inscripcions d'aquesta dinastia, així com les de regnes contemporanis, els Hoysala, els Kakatiya i els Txalikues Occidentals els anomenen Seunes. El nom és probablement derivat del nom del seu segon governant, "Seunachandra".
El nom "Seuna" (o Sevuna) va ser posat en ús per John Faithfull Flota en el seu llibre The dynasties of the Kanarese districts of the Bombay Presidency from the earliest historical times to the Musalman conquest of A.D. 1318.

## Origen
Els historiadors estan dividits pel que fa a l'origen de la dinastia Seuna.

### Origen Yaduvanshi
La dinastia Seuna reclama descendència dels Chandravanshi (Yaduvanshis) la dinastia lunar d'Índia del nord. Segons el vers 21 del Vratakhand (una obra en sànscrit de Hemadri), els Seunes originalment van governar a Mathura i més tard es van traslladar a Dwaraka. Hemdari els anomena Krishnakulotpanna (és a dir descendents de Krixna). El sant marathi Dnyaneshwar els descriu com yadukulvansh tilak. Algunes inscripcions seunes els anomenen Dvaravatipuravaradhishvaras ("amos de Dvaravati o Dwaraka"). Diversos investigadors moderns, com Kolarkar, també creuen que els Yadaves van venir de l'Índia del nord.
Les restes de Khandesh (l'històrica fortalesa dels Ahirs Yaduvanshi) és popularment considerada de la casta Gawli Raj, la qual arqueologicament pertany als Yadaves de Devgiri. Per aquesta raó, l'historiador Reginald Edward Enthoven va creure que els Yadaves de Devagiri podrien haver estat Abhiras. Són també coneguts com els reis Yadav.
Hi ha una creença que Deoghur o Doulatabad va ser construïda el 1203 per un Dhangar o ramader que, adquirint per alguna bona fortuna inusual una gran riquesa, va ser anomenat pels seus companys pastors Raja Carner i aviat va assumir la posició d'un Raja.

### Origen Maratha
Segons historiadors com el Prof. George Moraes, V. K. Rajwade, C. V. Vaidya, A.S. Altekar, D.R. Bhandarkar, i J. Duncan M. Derrett, els Seunes eren de descendència maratha i van ser patrons del marathi. Digambar Balkrishna Mokashi va assenyalar que la dinastia Yadava fou el "que sembla el primer autentic imperi Maratha". En el seu llibre Medieval India, C.V.Vaidya declara que els Yadaves eren "sens dubte purs marathes kshatriyes".
Una inscripció en pedra trobada a Anjaneri, prop de Nashik, suggereix que una branca menor de la família Yadava governava un petit districte amb Anjaneri com la seva ciutat principal. La inscripció indica que un governant anomenat Seunadeva, pertanyent a la família Yadava es va anomenar Mahasamanta i va fer una donació a un temple Jain. Historiadors com O. P. Varma, diuen que els Yadaves eren de llengua marathi i el període del seu govern fou molt important per a la història del marathi.
Jijabai (La mare de Shivaji, que va fundar l'Imperi Maratha) va pertànyer al clan dels jadhavas de la ciutat de Sindkhed Raja, clan que també reclama descendència dels Yadaves.

### Origen de Karnataka

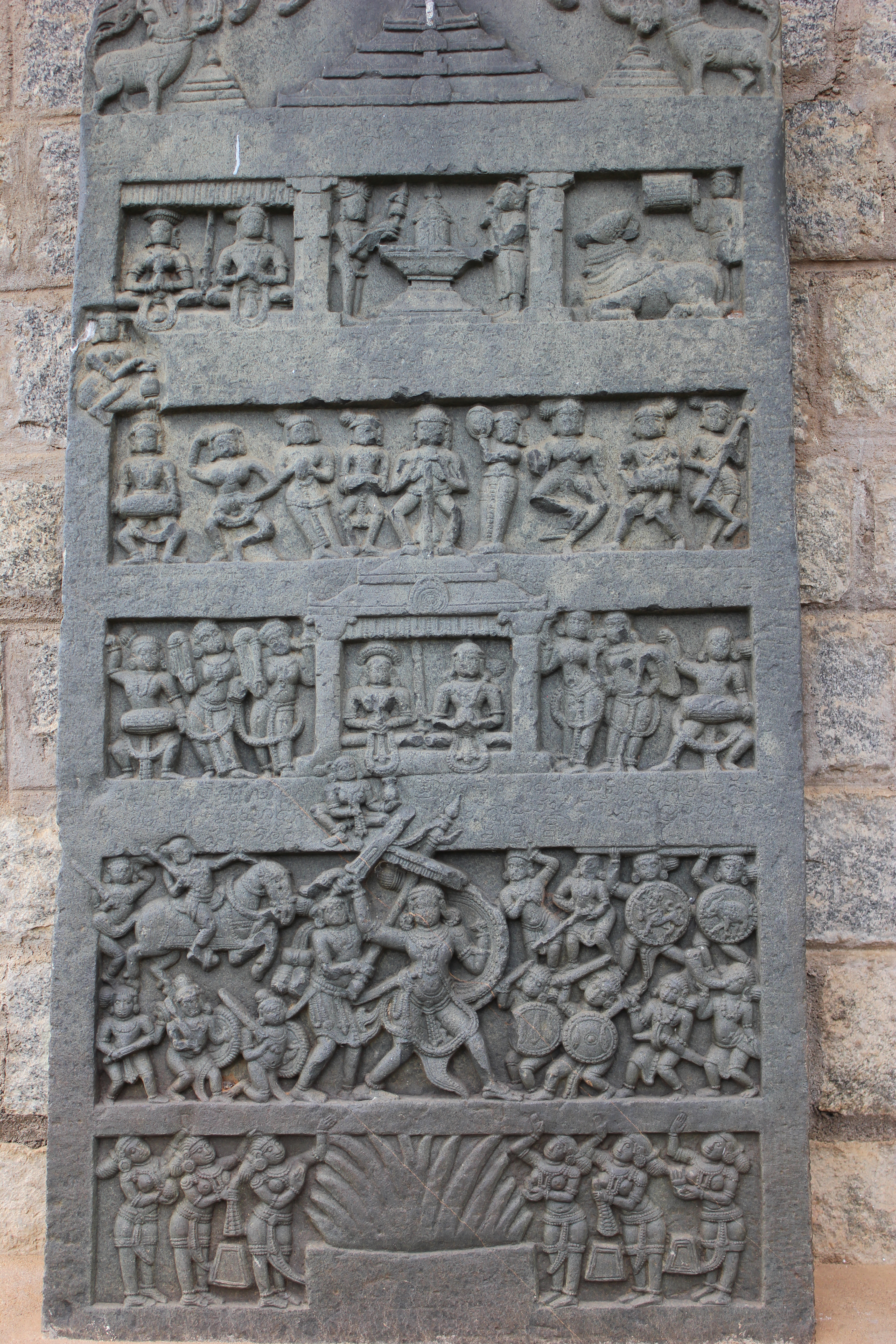
Inscripció de la Pedra d'heroi (Virgal) amb antic Kannada datada el 1286 en el govern del rei Yadava Ramachandra al temple de Kedareshvara a Balligavi al districte de Shimoga, Karnataka

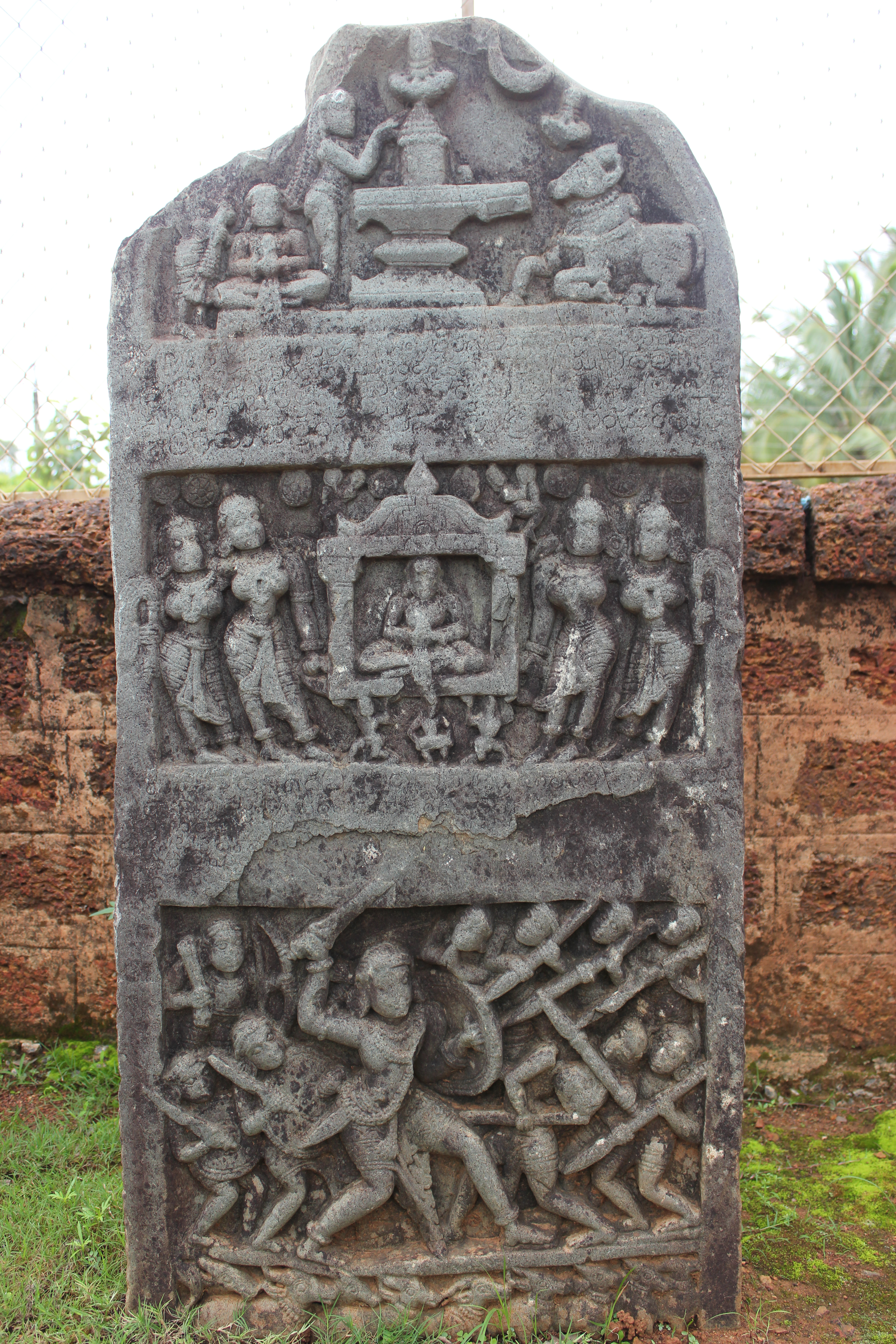
Inscripció de la Pedra d'heroi (Virgal) amb antic Kannada datada el 1235 en el govern del rei Yadava Singhana II a Kubetur, taluka de Soraba al districte de Shimoga, Karnataka

Historiadors com C M Kulkarni, Colin Masica, i Shrinivas Ritti creuen que els Seunes eren al principi de llengua kannada. El lingüista Colin Masica creu que al principi van utilitzar el kannada (juntament amb el sànscrit) en les seves inscripcions, però, al temps de la conquesta musulmana, havien començat a patronitzar el marathi, i frases en marathi van començar a aparèixer en les seves inscripcions. Shrinivas Ritti especula que els Seunes eren al principi d'una regió de llengua kannada i van emigrar al nord per causa de la situació política al Dècan.
Molts governants Seuna van tenir noms i títols kannada com "Dhadiyappa", "Bhillama", "Rajugi", "Vadugi" i "Vasugi", i "Kaliya Ballala". Alguns reis van tenir noms com "Singhana" i "Mallugi", els quals eren també utilitzats pels Kalachuris de Kalyani al sud. Els rècords mostren que un dels primers governants, Seunachandra II, va tenir un títol kannada, Sellavidega. Els Seunes van tenir properes relacions matrimonials amb famílies reials kannada durant tot el seu govern. Bhillama II va estar casat a Lachchiyavve, qui era d'una família Raixtrakuta de Karnataka. Vaddiga es va casar amb Vaddiyavve, filla del cap Raixtrakuta Dhorappa. Les mullers de Vesugi i Bhillama III eren princeses Chalukya.
Més de cinc-cents inscripcions pertanyents a la dinastia Seuna han estat trobades a Karnataka, les més antigues del govern de Bhillama II. La majoria d'aquestes són en llengua kannada i escriptura kannada. Altres són en llengua Kannada però en escriptura Devanagari. Les monedes Seunes de la part antiga del seu govern tenen llegendes kannada. Erudits com O. P. Varma creuen que el kannada era la llengua de la cort i es va utilitzar juntament amb el marathi i el sànscrit.
Durant el govern dels Seunes, caps governants relacionats amb els sobirans Seunes eren de famílies de llengua kannada, com els Seunes de Masavadi, moderna Dharwad. A. V. Narasimha Murthy opina que durant la part més tardana del govern dels Raixtrakuta de Manyakheta, caps locals Seunes foren enviats des de Karnataka per governar prop de Nasik.

## Història

### Feudataris
Els Seunes foren primer feudataris dels Raixtrakutas i després dels Chalukya Occidentals. El fundador de la dinastia Seuna fou Dridhaprahara, fill de Subahu. Segons Vratakhanda, la seva capital era Shrinagara. Tanmateix, una antiga inscripció suggereix que la capital fou Chandradityapura (moderna Chandor al districte de Nasik).
El nom Seuna vindria del fill de Dridhaprahara, Seunachandra, qui al principi governava una regió anomenada Seunadesha (moderna regió de Khandesh). Bhillama II, un governant posterior de la dinastia, va ajudar a Tailapa II en la seva guerra contra el rei Paramara Vakpati Munja. Seunachandra II va ajudar Vikramaditya VI per obtenint el seu tron.

### Bhillama V
Bhillama V (1173–1192), fill de Mallugi, va establir el regne sobirà dels Seunes. Va conquerir la capital Chalukya de Kalyani el 1190 i va fundar Devagiri (ara Daulatabad) com la capital de la dinastia Seuna o Yadava (Iadava)
El Seunas estaven rodejats per veïns agressius per tots els costats: els governants Paramara de Malwa al nord, la dinastia Kakatiya a l'est, els Hoysales al sud i els Solankis de Gujarat a l'oest. Per precaució, van construir la seva ciutadella a Devagiri. La ciutadella estava situada en un turó de 183 metres (300 metres segons John Keay). El turó va quedar tancat per tres línies de parets, cadascuna de les quals era defensada per fosses i torretes. La muralla exterior va tenir una circumferència de 4.4 km.

### Singhana II
Singhana II, o Simhana (1200–1247) és considerat el governant més gran de la dinastia. Durant el seu govern el regne es va expandir del Narmada al Tungabhadra, assolint el seu zenit a costa dels Hoysales al sud, els Kakatiyes a l'est, i els Paramares i Chalukya al nord.
Va fundar la ciutat de Shinghanapur (o Singhanapur). Fou un gran patró del coneixement i la literatura. Va establir la universitat d'astronomia per estudiar l'obra del celebre astrònom Bhaskaracharya.
El Sangita Ratnakara, una autoritzada obra en sànskrit de música índia va ser escrita per Sharngadeva (o Shrangadeva) durant el regnat de Singhana II. També va ser patró del sant Changadeva i del poeta kannada Kamalabhava.

### Ramachandra
Ramachandra (o Ramadevarava o Raja Ram), el net de Singhana II, va governar del 1271 al 1309.
Sembla haver derrotat els invasors turcs el 1278 segons una inscripció reial en sànscrit d'aquell any que el glorifica com a "Gran Verro que va assegurar la terra contra la opressió dels turcs".
Hemadri (o Hemadpant) fou el Shrikaranadhipa (Ministre en Cap) de Ramachandra durant els seus primers anys. Va compilar l'obra enciclopèdica en sànscrit Chaturvarga Chintamani. Es diu que va construït molts temples en un estil conegut pel seu nom com Hemadapanti. També va inventat l'escriptura Modi per escriure el marathi. Hemadri va escriure molts llibres sobre vaidhyakshastra (ciència mèdica) i va introduir i donat suport al cultiu del bajra (mill perlat).
El 1294, Ala al-Din Muhàmmad Xah Khalji del sultanat de Delhi va capturar Devagiri. Khalji va restaurar a Ramachandra a canvi de la seva promesa de pagament d'un alt rescat i un tribut anual. Tanmateix el tribut no va ser pagat i els endarreriments del regne Seuna als Khalji es van mantenir i augmentar. El 1307, Khalji va enviar un exèrcit manat per Malik Kafur, acompanyat per Khwaja Haji, a Devagiri. Els governadors musulmans de Malwa i Gujarat van rebre ordres d'ajudar a Malik Kafur. El seu enorme exèrcit va derrotar les forces debilitades de Devagiri gairebé sense batalla. Ramachandra va ser fet presoner i enviat a Delhi. Khalji va restablir a Ramachandra com a governador a canvi de la seva promesa per ajudar-lo a sotmetre els regnes hindús de l'Índia del sud. El 1310, Malik Kafur va iniciar la invasió del regne Kakatiya des de Devagiri.

### Caiguda del regne
El successor de Ramachandra, Singhana III, va desafiar la supremacia de Khalji, que va enviar a Malik Kafur a reconquerir Devagiri el 1313. Singhana III va morir en la batalla que va seguir i l'exèrcit de Kafur va ocupar Devagiri. El regne va ser annexionat al sultanat dels Khalji el 1317. Uns anys més tard, Muhammad Tughluq de la dinastia Tughluq del sultanat de Delhi va rebatejar la ciutat com Dawlatabad.

## El governants Seuna/Yadava
Entre els governants Seuna/Yadava, Sindhan, Krishnadev, Mahadeva i Ramdev són considerats els més capaços.

### Feudataris dels Txalikies Occidentals de Kalyani
- Dridhaprahara
- Seunachandra 850–874
- Dhadiyappa 874–900
- Bhillama I 900–925
- Vadugi (Vaddiga) 950–974
- Dhadiyappa II 974–975
- Bhillama II 975–1005, va ajudar al rei Chalukya Occidental Tailapa II en la guerra contra el rei Paramara Vakpati Munja.
- Vesugi I 1005–1020
- Bhillama III 1020–1055, va governar prop de Sinnar, Nasik. Va ajudar el Chalukya Someshvara contra els Paramares
- Vesugi II 1055–1068
- Bhillama III 1068
- Seunachandra II 1068–1085, va vèncer en la guerra civil contra Bhillama IV i va esdevenir rei.
- Airamadeva 1085–1115
- Singhana I 1115–1145
- Mallugi I 1145–1150, comença un període de lluites internes familiars que va durar fins al 1173
- Amaragangeyya 1150–1160
- Govindaraja 1160
- Amara Mallugi II 1160–1165
- Kaliya Ballala 1165–1173

### Regne independent
- Bhillama V 1173–1192[18]
- Jaitugi 1192–1200[18]
- Sinhhana II 1200–1247
- Kannara 1247–1261
- Mahadeva 1261–1271
- Amana 1271
- Ramachandra (Ramadeva) 1271–1311[18]

### Estat tributari de la dinastia Khalji
- Singhana III (Shankaradeva) 1311-1313
- Harapaladeva 1313–1317